# Erich V. Strohmer
Erich Vinzenz Strohmer (* 4. Februar 1884 in Wien; † 17. August 1962 ebenda) war ein österreichischer Kunsthistoriker.

## Leben
Strohmer wurde 1907 an der Universität Wien promoviert. Er wurde am 1. Mai 1909 Bibliothekspraktikant, am 1. Januar 1913 Bibliotheksassistent und 1917 Bibliothekar an der Akademie der bildenden Künste Wien. 1923 wurde er Bibliothekar des Kunsthistorischen Museums in Wien. Ab Mai 1938 wurde er zunächst kommissarischer Direktor, dann von 1945 bis 1953 Direktor der Sammlung für Plastik und Kunstgewerbe.

## Veröffentlichungen (Auswahl)
- Beiträge zur Geschichte der griechischen Malerei im Altertum. Dissertation Wien 1907.
- Aus Kitzbühls Umgebung (= Die Kunst in Tirol 2). Wien 1906.
- Sterzing (= Die Kunst in Tirol 19). Hölzel, Wien 1923.
- Der Stephansdom in Wien. 46 Bildern mit einführendem Text. Verlag Der Eiserne Hammer, Königstein im Taunus, Leipzig 1939.
- mit Walter Nowak: Der Altdorferaltar in St. Florian (= Wolfrumbücher Nr. 1). Kunstverlag Wolfrum, Wien 1946.
- mit Walter Nowak: Altwiener Porzellan (= Wolfrumbücher Nr. 3). Kunstverlag Wolfrum, Wien 1946.
- Prunkgefässe aus Bergkristall  (= Wolfrumbücher Nr. 14). Kunstverlag Wolfrum, Wien 1946.